# Hook and Ladder
Hook and Ladder (bra Bombas e Mangueiras) é um filme estadunidense de 1924, do gênero faroeste, dirigido por Edward Sedgwick, com roteiro dele, Richard Schayer e Raymond L. Schrock e estrelado por Hoot Gibson.

## Sinopse
Para evitar ser preso, caubói se torna bombeiro, mas acaba se apaixonando pela filha do chefe, contra todos os esforços de um político corrupto para separá-los, inclusive um incêndio criminoso, do qual o caubói heroicamente salva a amada.